# Jon Stevenson
Jonathan Stevenson, più conosciuto con il diminutivo Jon Stevenson (Leicester, 13 ottobre 1982) è un allenatore di calcio ed ex calciatore inglese, di ruolo attaccante.

## Caratteristiche tecniche
Era un attaccante veloce e dotato di una buona tecnica individuale.

## Carriera

### Giocatore
Nella stagione 2000-2001 all'età di 18 anni viene aggregato alla prima squadra del Leicester City, club della sua città natale in cui già aveva giocato nelle giovanili; il vero e proprio esordio tra i professionisti avviene tuttavia solamente nella stagione successiva, all'età di 19 anni, quando realizza una rete in 6 presenze nella prima divisione inglese; l'anno seguente segna invece una rete in 6 presenze in seconda divisione, a cui aggiunge anche 2 presenze in Coppa di Lega. Nell'estate del 2003 viene svincolato dalle Foxes e si accasa allo Swindon Town, club di terza divisione, con cui rimane per la stagione 2004-2005 giocando con poca regolarità: pur facendo il suo esordio stagionale già alla prima partita di campionato (una sconfitta per 3-2 sul campo dello Sheffield Weds), disputa infatti in totale solamente 8 partite ufficiali nel corso di tutta l'annata (5 in campionato, 2 in Coppa di Lega ed una nel Football League Trophy). A fine stagione viene svincolato dal club, e di fatto pur giocando per altri tre lustri non scende più in campo in partite dei campionati della Football League, nei quali ha totalizzato quindi complessivamente 17 presenze e 2 reti.
Dopo aver lasciato i Robins, infatti, si accasa in Conference South (sesta divisione) ai semiprofessionisti del Cambridge City; dopo una sola stagione, conclusa con la retrocessione del club, va a giocare in Conference North (altro girone della sesta divisione) all'Alfreton Town, per poi disputare un ulteriore campionato nella medesima categoria al Tamworth. Tra il luglio ed il settembre del 2007 gioca poi sempre in Conference North nell'Hinckley Utd, trasferendosi quindi al Boston Utd, con cui conclude la stagione 2007-2008 realizzando 8 reti in 33 presenze nella medesima categoria. Tra il 2008 ed il 2011 gioca poi in vari club semiprofessionistici dell'Inghilterra centrale (Corby Town, Quorn, Halesowen Town, Rothwell Town, Hinckley United e Thurmaston Town) senza mai restare in ciascuno di essi per più di qualche mese. Dal 2011 al 2015 gioca invece nell'Oadby Town, con cui trascorre tre stagioni in United Counties League Division One (decima divisione) ed una stagione in United Counties League Premier Division North (nona divisione). Anche negli anni seguenti continua a giocare in vari club di livello simile, sempre tra l'ottava e la decima divisione, ritirandosi nell'estate del 2019.

### Allenatore
Dal 2018 allena il Melton Town, in United Counties League Premier Division North (nona divisione); nella sua prima stagione alla guida del club ricopre anche il ruolo di giocatore.

## Palmarès

### Giocatore

#### Competizioni regionali
- United Counties League Division One: 1

Oadby Town: 2013-2014